# Schlosskartoffeln

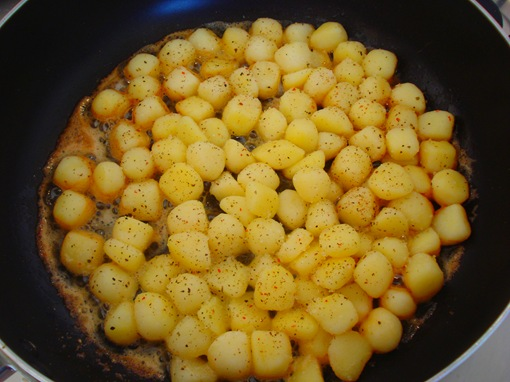
Schlosskartoffeln in einer Pfanne

Schlosskartoffeln (pommes châteaux) sind eine Beilage der klassischen Küche aus gebratenen Kartoffeln.
Zur Zubereitung werden rohe Kartoffeln in Größe und Form eines Taubeneis geschnitten, evtl. blanchiert und  in Butter langsam goldbraun gebraten. Vor dem Servieren werden sie mit Salz und feingehackter Petersilie bestreut. Eine andere bekannte Form sind Halbmonde, welche aus Achteln von großen Kartoffeln tourniert werden.

## Ähnliche Gerichte

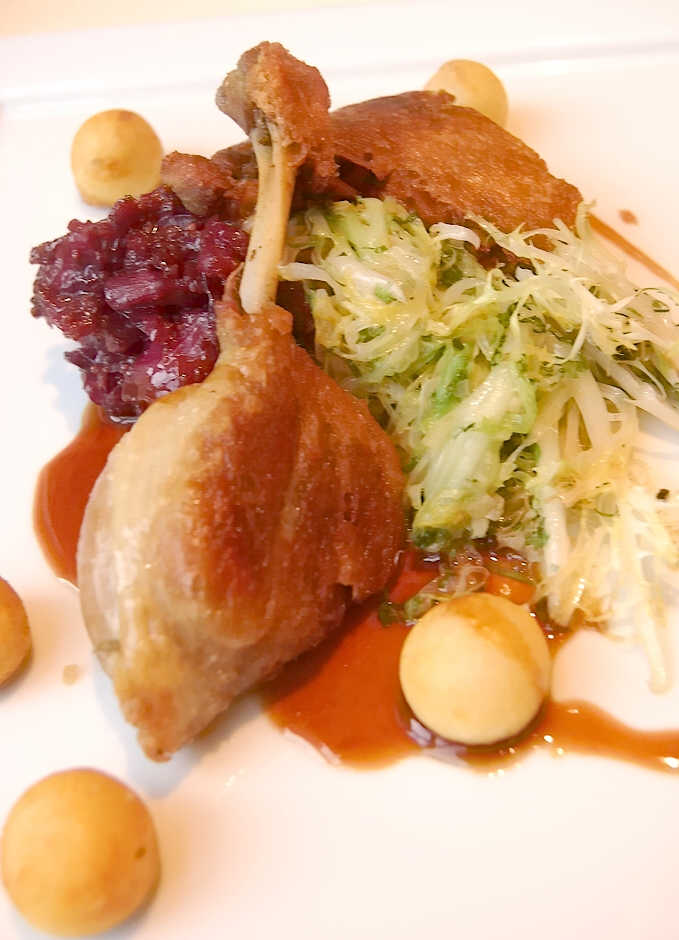
Pariser Kartoffeln, hier als Beilage zu Entenkeule mit verschiedenem Gemüse

Für Pariser Kartoffeln (pommes parisienne) werden mit einem Pariser Ausstecher nussförmige Kugeln ausgestochen. Diese werden wie beschrieben zubereitet und zusätzlich in Demiglace geschwenkt. Als Nusskartoffeln (pommes noisettes) bezeichnet man die Beilage, wenn die Kugeln blanchiert und in Butter gebraten werden. Typische Gewürze sind Salz, Pfeffer und gehackte Petersilie.